# スティーブ・ルイス
スティーブ・ルイス（Steven Earl "Steve" Lewis、1969年5月16日 - ）は、アメリカ合衆国の元陸上競技選手である。1988年ソウルオリンピック男子400mの金メダリストである。
この年のアメリカ代表となった3選手の中ではもっとも経験の浅い19歳でオリンピック出場。大会前、20年ぶりに世界記録を更新し、金メダル最有力だったブッチ・レイノルズを下して優勝をさらった。アメリカはこのとき、メダルを独占する完全優勝だったが、ルイスが勝ったことは、見る人々の度肝を抜いた。
優勝タイムの43秒87は、リー・エバンス（アメリカ）が作ったオリンピック記録にあと100分の1秒と迫るジュニア世界新記録だった。これは世界歴代11位で、ジュニア唯一の43秒台という驚異的な記録である。ジュニア世界歴代2位の記録は2016年5月現在、今尚44秒22にとどまっている。

## 記録
- 300m　31秒82　（1992年7月17日）
- 400m　43秒87　（1988年9月28日）